# نبردا
نبردا (به اسپانیایی: Nebreda) یک شهرستان در اسپانیا است.